# Colin Delaney
Colin Matthew Delaney (nascido em 7 de setembro de 1986) é um wrestler profissional estadunidense que ficou conhecido pela sua passagem na WWE no programa ECW brand.

## Carreira

### NWA
Delaney se destacou lutando com o ring anme de Colin Olsen na NWA, além de lutar por outras unidades independentes. Nas lutas de duplas ele formava o par com seu parceiro Jimmy Olsen, no qual eram chamados de The Olsen Twins.
Na NWA conquistou dois títulos diferentes, um deles de tag team. Em 8 de dezembro de 2007, Delaney anuncia a sua saída da NWA, coisa que se confiram no dia 4.

### World Wrestling Entertainment
Delaney assinou contrato com a WWE e fez a estréia como um jobber, em um show da ECW. Em sua primeira luta acabou derrotado por Shelton Benjamin, em 18 de dezembro de 2007.
Em 8 de janeiro de 2008, ele foi derrotado de novo; desta vez perdeu para Mark Henry. Em uma edição da ECW, os campeões de duplas The Miz e John Morrison lutaram contra ele em uma handicap match, na qual Delaney saiu derrotado. Após a luta, Miz e Morrison continuaram a atacá-lo, mas ele foi defendido por Tommy Dreamer.
Delaney conseguiu sua primeira vitória com Dreamer, contra The Miz e Morrison e com isso conseguiram a chance de lutar pelo WWE Tag Team Championship. No dia 11 de março, eles perderam para The Miz e Morrison. Delaney esteve várias vezes ameaçado de deixar o elenco da WWE, coisa que nunca se realizou. No ECW do dia 1 de julho ele lutou contra Mark Henry valendo o ECW Championship, mas perdeu facilmente. No The Great American Bash ele atrapalhou seu antigo companheiro Tommy Dreamer na luta contra Mark Henry valendo o ECW Championship, custando a Dreamer a luta.
Foi despedido da WWE em 15 de agosto de 2008.

## Finishing moves
- Como Colin Delaney
  - Finishing moves

    - Attitude Adjustment / F–U[1] (Fireman's carry dropped into either a standing takeover ou powerslam) – Chikara; copiado de John Cena
    - DDT – WWE; usado como move regular na Chikara; copiado de Tommy Dreamer

  - Moves Secundários

    - Dropkick, as vezes de sima do top rope
    - High–angle somersault plancha
    - RKO (Jumping cutter) – Chikara; copiado de Randy Orton
    - Schoolboy
    - Somersault senton
    - Slingshot crossbody
    - Springboard cutter
    - Sunset flip
    - Victory roll
- Como Colin Olsen
  - Finishing moves
    - Lung Blower (Double knee backbreaker)

  - Moves secundários
    - Diving crossbody
    - Running jumping chop drop

## Títulos e campeonatos
- NWA Empire Lord of the Dance Championship
- NWA Upstate Tag Team Championship (com Jimmy Olsen)
- RCW Tag Team Championship (com Jimmy Olsen)